# الارتباط الأفقي
الارتباط الأفقي هي طريقة لتحليل سلسلة الجين إلى حد ما تعود لتقنية خاصة، الإرتباط الجيني يشمل مجموعات متنوعة لتحليل السلسلة التي تتوحد بطريقتين محددتين: 1- تحليل السلسلة يتم بعمل مقارنة أفقية على طول السلسلة الجينية الأحادية، وهذا مغاير للطريقة الرأسية التي تقوم بعمل مقارنة للعديد من السلاسل الجينية. 2- المقارنات تتم بشكل عام عبر قياس كميات المعلومات النظرية مثل قيمة المعلومات المتبادلةالوظيفية بين منطقتين من السلسلة. تم تقديم لب أفكار الإقتران الأفقي بداية عام 2000 من خلال ورقه بحثية لجروس، هرتزل، بولديريف وستانلي (جروس، 2000). في البداية جروس وزملائه سعوا لتوصيف سلسلة جينية كبيرة من خلال تقسيم السلسلة لمناطق مشفرة وغير مشفر. في حين التقارب التقليدي لمشكلة التشفير مقابل عدم التشفير التي تعتمد بشكل عام على أنظمة التعرف لأنماط معقدة حيث كان أول تدريب على مدخلات صغيره وتشغيل سلسلة بأكملها (أهلر، 1999)، نهج الإقتران الأفقي الذي اتبعه جروس وزملائه بدلا من ذلك على تقطيع السلسلة للعديد من قطع السلاسل الصغيرة نسبيا حيث طول كل منها 500 زوج فقط. ثم سعوا بعد ذلك لوصف كل قطعة إما لمشفرة أوغير مشفرة. تم التحقق من ذلك من خلال مقارنة كل نافذة بحجم 3 على طول الجزء مع نافذة الحجم الأول 3 في ذلك الجزء، ثم قياس قيمه المعلومات الوظيفية المشتركة بين النافذتين. السلاسل المشفرة وجدت لتعرض نمط من 3 دورات حيث السلاسل الغير مشفرة لم تفعل ذلك. مثل هذا النمط كان سهل التعرف وأسرع وأكثر استقلالية لتحديد مناطق التشفير (جروس، 2000). منذ عام 2000 تم تأكيد منهجية الإقتران الأفقي لقياس كمية المعلومات النظرية على طول الجين لتستخدم في نطاق واسع ووجدت تطبيقات في تسلسل البندقية لتجميع القطع (أوتو وسيود، 2004).